# Leon Schuster
Leon Ernest "Schuks" Schuster, född 21 mars 1951, är en sydafrikansk filmskapare, komiker, skådespelare och sångare.  

## Filmografi
| År   | Film                                               | Roll              | Gross       |
| ---- | -------------------------------------------------- | ----------------- | ----------- |
| 1986 | You Must Be Joking!                                | Schucks           |             |
| 1987 | You Must Be Joking! Too                            | Schucks           |             |
| 1989 | Oh Schucks...It's Schuster!                        | Schucks           |             |
| 1990 | Oh Shucks! Here Comes UNTAG                        | Kwagga Robertse   |             |
| 1991 | Sweet 'n Short                                     | Sweet Coetzee     |             |
| 1993 | There's a Zulu On My Stoep                         | Rhino Labuschagne |             |
| 1997 | Panic Mechanic                                     | Schucks           |             |
| 1999 | Millennium Menace                                  | Schucks           |             |
| 2001 | Mr Bones                                           | Bones             | R33 million |
| 2004 | Oh Schuks... I'm Gatvol                            | Schucks           |             |
| 2005 | Mama Jack                                          | Jack Theron Mama  |             |
| 2008 | Mr Bones 2: Back from the Past                     | Bones             | R35 million |
| 2010 | Schuks Tshabalala's Survival Guide to South Africa | Schuks Tshabalala |             |
| 2012 | Mad Buddies                                        | Boetie            |             |